# Сарыбалык (озеро, Северо-Казахстанская область)
Сарыбалык (каз. Сарыбалық) — озеро в районе Магжана Жумабаева Северо-Казахстанской области Казахстана. Находится в 6 км к юго-западу от села Май-Балык.
По данным топографической съёмки 1940-х годов, площадь поверхности озера составляет 3,6 км². Наибольшая длина озера — 3,5 км, наибольшая ширина — 1,5 км. Длина береговой линии составляет 10,4 км, развитие береговой линии — 1,53. Озеро расположено на высоте 151,2 м над уровнем моря.
Озеро входит в перечень рыбохозяйственных водоёмов местного значения.